# Émission spontanée
Pour les articles homonymes, voir spontané.
L’émission spontanée est le phénomène par lequel un système quantique placé dans un état excité retombe nécessairement dans un état de plus basse énergie, par émission d’un photon. Contrairement à l’émission stimulée, ce phénomène se produit sans intervention extérieure.
Lorsque l’excitation n’est pas due à la chaleur, on parle de luminescence.

## Historique
Dès 1887, le physicien allemand Heinrich Hertz parvint expérimentalement à mettre en évidence l’émission de lumière par des charges électriques. Si le phénomène pouvait être expliqué dans le cadre de la théorie de l’électron de Lorentz, il restait impossible de comprendre pourquoi il ne se produisait qu’à certaines fréquences bien déterminées.
L’avènement de la mécanique quantique permit au phénomène d’être mieux compris : c’est Niels Bohr qui donna son nom au phénomène.[réf. nécessaire]

## Présentation

### Présentation générale

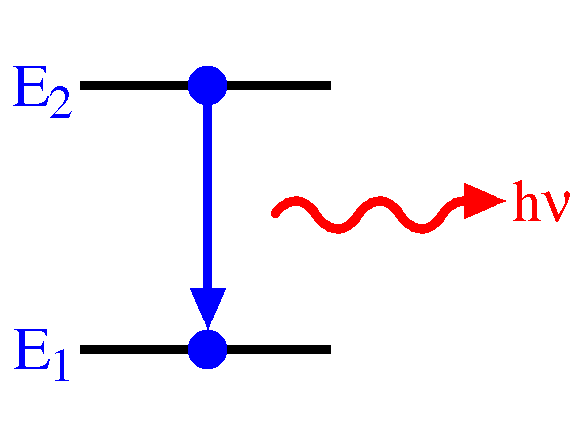

Considérons deux états {\displaystyle E_{2}>E_{1}} d’une molécule ou d’un atome. Cette molécule, si elle se trouve dans son état excité {\displaystyle E_{2}}, peut spontanément se désexciter, c’est-à-dire convertir son énergie d’excitation {\displaystyle \Delta E=E_{2}-E_{1}} en un photon de fréquence {\displaystyle \nu } émis dans une direction arbitraire de l’espace :
{\displaystyle E_{2}-E_{1}=h\nu =\hbar \omega }
Avec {\displaystyle h=2\pi \hbar }, la constante de Planck. Contrairement à l’émission stimulée, la direction et la phase du photon émis sont aléatoires.

### Probabilité d’émission et temps de vie
Dans le cas où l’on considère {\displaystyle N(t)} atomes, la décroissance de ce nombre d’atomes au cours du temps peut s’exprimer simplement en fonction du coefficient A d’Einstein :
{\displaystyle {\frac {dN}{dt}}(t)=-A_{21}N(t)}
Ou bien encore, en notant {\displaystyle P_{spont}} la probabilité d’émission d’un photon :
{\displaystyle {\frac {dP_{spont}}{dt}}(t)=A_{21}}
Le nombre {\displaystyle N(t)} d’atomes suit une loi de décroissance exponentielle si bien que l’on peut relier le coefficient A d’Einstein, parfois aussi noté {\displaystyle \Gamma _{21}}, à la durée de vie {\displaystyle \tau _{21}} de l’atome dans son état excité :
{\displaystyle A_{21}=\Gamma _{21}=\tau _{21}^{-1}}
Cette durée de vie est usuellement courte, de l’ordre de la dizaine de nanosecondes pour un atome excité.

## Émission spontanée auto-amplifiée
L' émission spontanée auto-amplifiée (en anglais : Self-amplified spontaneous emission ou SASE) est un phénomène utilisé dans le fonctionnement d'un laser à électrons libres par lequel un faisceau laser est créé à partir d'un faisceau d'électrons à haute énergie,.
Le processus d'émission spontanée auto-amplifiée commence par un jet d'électrons injecté dans un ondulateur, à une vitesse proche de la vitesse de la lumière et une répartition uniforme de la densité des électrons à l'intérieur du faisceau. Dans l'ondulateur, la trajectoire des électrons ondule et cette ondulation leur fait émettre une lumière caractéristique de la force de l'ondulateur mais dans une certaine bande passante d'énergie. Les photons émis se déplacent légèrement plus rapidement que les électrons et interagissent avec eux à chaque période d'ondulation. En fonction de la phase l'un de l'autre, les électrons gagnent ou perdent de l'énergie faisant varier leur vitesse : les électrons plus rapides rattrapent les électrons ayant été ralentis de sorte que la densité de faisceau d'électrons est périodiquement modulée par le rayonnement électromagnétique. Le faisceau électronique structuré n'amplifie que certaines énergies des photons en fonction de leur énergie cinétique jusqu'à ce que le système entre en saturation. Les spectres d'énergie montrent une distribution similaire à celle du bruit des pointes intenses sur un fond d'amplitude inférieure. L'espace des phases disponible pour les photons est réduit de sorte qu'ils sont plus susceptibles d'avoir une phase similaire et faisant en sorte que le faisceau émis soit presque cohérent.
Ce concept a été mis en œuvre au SACLA au Japon, pour le laser à électrons libres au DESY à Hambourg  et pour le LCLS du Centre de l'accélérateur linéaire de Stanford.